# Няуа (комуна)
Няуа (рум. Neaua) — комуна у повіті Муреш в Румунії. До складу комуни входять такі села (дані про населення за 2002 рік):
- Ведаш (401 особа)
- Гінешть (386 осіб)
- Няуа (386 осіб) — адміністративний центр комуни
- Рігмань (277 осіб)
- Синсіміон (94 особи)

Комуна розташована на відстані 247 км на північний захід від Бухареста, 21 км на схід від Тиргу-Муреша, 99 км на схід від Клуж-Напоки, 109 км на північний захід від Брашова.

## Населення
За даними перепису населення 2002 року у комуні проживали 1544 особи.
Національний склад населення комуни:
| Національність | Кількість осіб | Відсоток |
| -------------- | -------------- | -------- |
| угорці         | 1430           | 92,6%    |
| цигани         | 106            | 6,9%     |
| румуни         | 6              | 0,4%     |
| німці          | 1              | 0,1%     |
| серби          | 1              | 0,1%     |

Рідною мовою назвали:
| Мова       | Кількість осіб | Відсоток |
| ---------- | -------------- | -------- |
| угорська   | 1428           | 92,5%    |
| циганська  | 107            | 6,9%     |
| румунська  | 6              | 0,4%     |
| українська | 1              | 0,1%     |
| німецька   | 1              | 0,1%     |
| сербська   | 1              | 0,1%     |

Склад населення комуни за віросповіданням:
| Релігія                                       | Кількість осіб | Відсоток |
| --------------------------------------------- | -------------- | -------- |
| реформати                                     | 1468           | 95,1%    |
| римо-католики                                 | 26             | 1,7%     |
| адвентисти                                    | 8              | 0,5%     |
| православні                                   | 5              | 0,3%     |
| не релігійні                                  | 4              | 0,3%     |
| п'ятдесятники                                 | 3              | 0,2%     |
| греко-католики                                | 2              | 0,1%     |
| унітарії                                      | 2              | 0,1%     |
| лютерани (Синодально-пресвітеріанська церква) | 1              | 0,1%     |
| лютерани                                      | 1              | 0,1%     |